# Polygonum robynsii
Polygonum robynsii är en slideväxtart som beskrevs av De Wild.. Polygonum robynsii ingår i släktet trampörter, och familjen slideväxter. Inga underarter finns listade i Catalogue of Life.